# Nazip Chazipow
Nazip Chazipowicz Chazipow (ros. Назип Хазипович Хазипов, tat. Нәҗип Хаҗипов, ur. 10 lutego 1924 we wsi Jemanzelga w obwodzie swierdłowskim, zm. 25 marca 1945 we wsi Hochkretscham (obecnie Wódka w województwie opolskim) – radziecki wojskowy, porucznik, uhonorowany pośmiertnie tytułem Bohatera Związku Radzieckiego (1945).

## Życiorys
Urodził się w tatarskiej rodzinie chłopskiej. Miał wykształcenie średnie. Od września 1942 służył w Armii Czerwonej, w 1943 skończył szkołę wojsk pancernych w Stalingradzie, od grudnia 1943 uczestniczył w wojnie z Niemcami. Za udział w walkach odznaczono go Orderem Czerwonej Gwiazdy. W 1943 został członkiem WKP(b). Jako dowódca plutonu czołgów 24 Gwardyjskiej Brygady Pancernej 5 Gwardyjskiego Korpusu Zmechanizowanego 4 Gwardyjskiej Armii Pancernej 1 Frontu Ukraińskiego w stopniu porucznik wyróżnił się podczas walk na Śląsku w marcu 1945. 25 marca 1945 w walkach o wieś  Hochkretscham (obecnie Wódka) dowodzony przez niego pluton zniszczył niemiecki czołg, działo szturmowe i zniszczył niemal całą niemiecką kompanię. Chazipow został ranny w tej walce, mimo to ewakuował pozostałych rannych żołnierzy i walczył nadal, niszcząc jeszcze jedno działo szturmowe wroga, po czym zginął. Został pochowany w Kędzierzynie-Koźlu. 27 czerwca 1945 pośmiertnie otrzymał tytuł Bohatera Związku Radzieckiego i Order Lenina.